# پدل بال
پدل بال، ورزشی است که در زمینی به اندازه نصف زمین تنیس با استفاده از راکت‌های پدل بازی می‌شود. راکت پدل از چوب یا گرافیت ساخته شده و دارای سوراخ‌هایی برای کاهش اصطکاک هوا است. بازی به صورت انفرادی (دو بازیکن) یا دو نفره (چهار بازیکن) برگزار می‌شود.

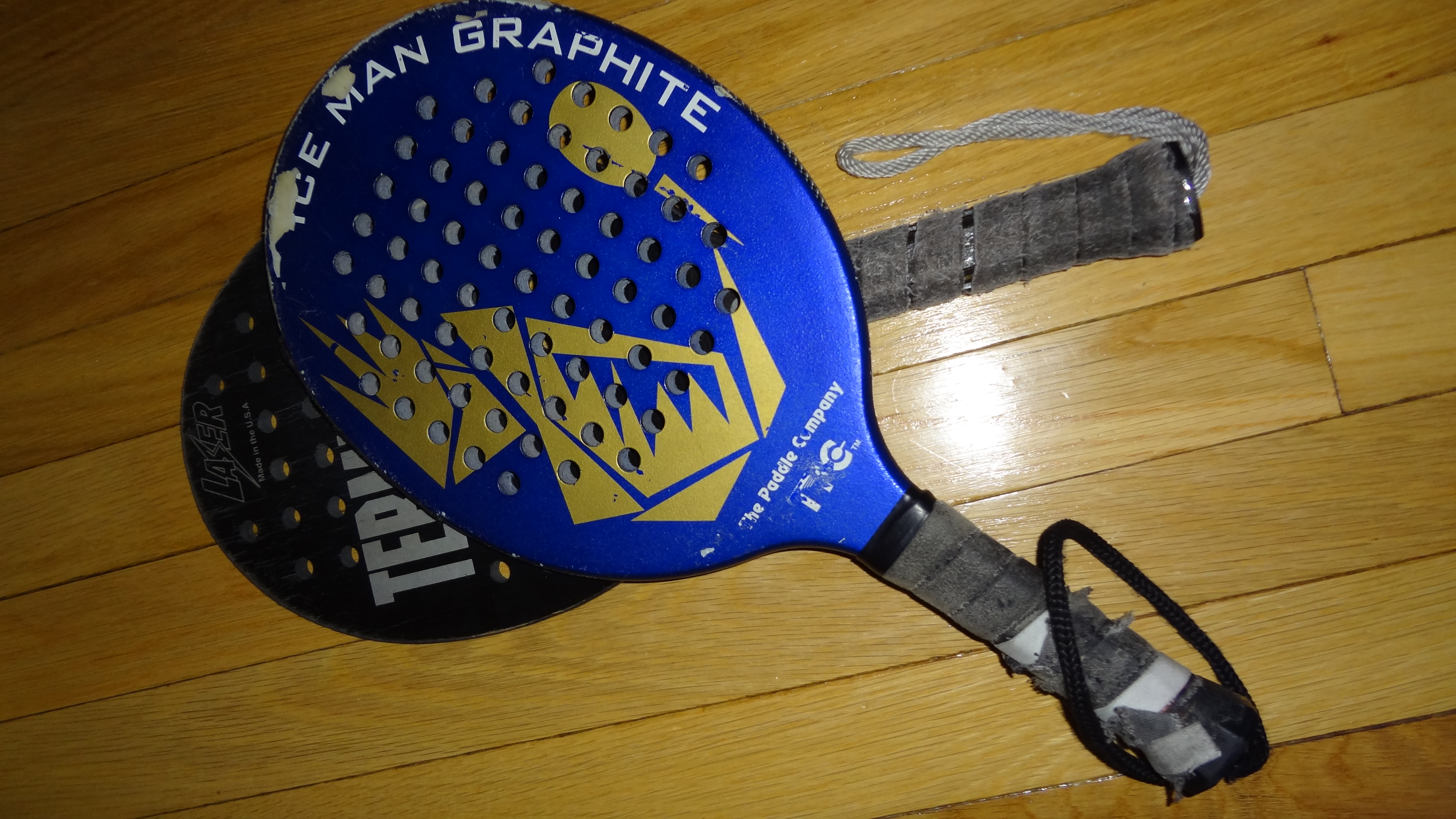
راکت‌های استاندارد

## تجهیزات لازم
برای بازی پدل بال، نیاز به راکتی است که طول آن از ۴۵٫۷ سانتی‌متر و عرض آن از ۲۴٫۱۳ سانتی‌متر بیشتر نباشد و شبیه به راکت‌های راکت‌بال باشد. توپ پدل بال از لاستیک ساخته شده و به اندازه توپ سافتبال است. سوراخ‌های هوا در توپ، اصطکاک آن را در حین حرکت کاهش می‌دهند. توپ‌های پدل بال به رنگ‌های زرد و سبز روشن موجود هستند.

## زمین
پدل بال معمولاً در زمینی به ابعاد ۶٫۱ متر عرض و ۱۵٫۲ متر طول بازی می‌شود که دیواری به ارتفاع ۴٫۸ متر دارد. این زمین شامل یک خط کوتاه، مجموعه‌ای از علامت‌های سرویس، دو خط کناری و یک خط طولانی است. ناحیه سرویس، منطقه‌ای بین خط کوتاه و علامت‌های سرویس است. در آغاز بازی، سرویس‌زن باید درون ناحیه سرویس بایستد و توپ را به دیوار بزند. او باید در این ناحیه باقی بماند تا توپ از خط کوتاه عبور کند.

## قوانین بازی و امتیازگیری
در حین سرویس، توپ باید از خط کوتاه عبور کند و سرویس‌زن باید در ناحیه سرویس باقی بماند. اگر توپ قبل از عبور از خط کوتاه به زمین بزند، «کوتاه» اعلام می‌شود؛ اگر توپ پس از عبور از خط طولانی به زمین بزند، «خارج طولانی» محسوب می‌شود. اگر سرویس‌زن در حین سرویس از ناحیه سرویس خارج شود، این خطا «فالتی» نامیده می‌شود. سرویس‌زن دو فرصت برای انجام یک سرویس معتبر دارد و در غیر این صورت، دریافت‌کننده امتیاز را برنده شده و نقش‌ها جابه‌جا می‌شود. امتیازدهی به ترتیب ۱۵، ۳۰ و ۴۰ است و پس از آن یک بازیکن برنده بازی می‌شود.
پس از اجرای سرویس معتبر، دریافت‌کننده باید توپ را قبل از اینکه دو بار در زمین بماند، بازگرداند. بازی ادامه می‌یابد و بازیکنان به نوبت توپ را ضربه می‌زنند و باید از دوبار زدن توپ به زمین یا زدن آن به خارج از محدوده جلوگیری کنند تا امتیاز را از دست ندهند. اگر توپی که در حال حرکت به سمت دیوار بود، پس از برگشت به سرویس‌زن برخورد کند، امتیاز از نو شروع می‌شود. اگر دریافت‌کننده امتیاز بگیرد، نقش‌ها جابه‌جا می‌شود. مداخله‌هایی نظیر بلوک‌های عمدی یا مسائل ایمنی می‌توانند منجر به شروع مجدد بازی شوند. مداخله عمدی توسط سرویس‌زن منجر به از دست رفتن امتیاز خواهد شد.

## نکات فنی

### سرویس
- اگر بازیکن روی خط کوتاه، خط کناری یا علامت سرویس پا بگذارد یا از آن عبور کند، خطا محسوب می‌شود.
- اگر توپ قبل از عبور از خط کوتاه به زمین بزند، «سرویس کوتاه» نامیده می‌شود و خطا است.
- اگر توپ از خط طولانی عبور کند بدون اینکه دریافت شده یا به زمین بزند، «سرویس طولانی» است و خطا محسوب می‌شود.
- سرویس از بین پاها به صورت خودکار خطا است.
- سرویس‌زن تنها یک فرصت برای هر امتیاز سرویس دارد. خطای دوم باعث می‌شود که سرویس‌زن سرویس را از دست بدهد. این وضعیت برای هر تلاش جدید سرویس بازنشانی می‌شود.
- اگر هر سرویس به بیرون از زمین برود، سرویس‌زن سرویس را از دست می‌دهد.
- اگر سرویس‌زن به توپ ضربه نزند، سرویس را از دست می‌دهد.
- اگر توپ قبل از برخورد با دیوار به زمین بزند، سرویس‌زن سرویس را از دست می‌دهد.
- شریک سرویس‌زن باید در خارج از خط کناری، بین خط سرویس و خط کوتاه، باقی بماند تا زمانی که توپ سرویس از خط کوتاه عبور کند.

### دریافت سرویس
- دریافت‌کننده باید قبل از اینکه توپ دو بار به زمین بزند، به آن ضربه بزند.
- دریافت‌کننده باید صبر کند تا توپ از خط سرویس عبور کند قبل از اینکه سرویس را برگرداند.
- دریافت‌کننده می‌تواند قبل از اینکه توپ به زمین بزند، به آن ضربه بزند.
- اگر سرویس‌زن با سرویس خود بدن خود را قطع کند، یا اگر توپ سرویس در فاصله یک فوتی از سرویس‌زن به زمین بزند، دریافت‌کننده می‌تواند درخواست بلوک کند و امتیاز دوباره بازی خواهد شد.

### نحوه بازی
- اگر توپی که ضربه خورده به ضربه‌زن یا شریک او برخورد کند، امتیاز به حریف داده می‌شود.
- تا زمانی که توپ ضربه زده نشود یا دو بار به زمین نیافتد، بازیکنان می‌توانند هر تعداد ضربه انجام دهند.
- پس از ضربه، توپ باید به دیوار برخورد کند قبل از اینکه به زمین بزند.
- توپ می‌تواند بدون اینکه به زمین بزند، از دیوار برگشت داده شود.
- حریفان نمی‌توانند با حرکت کردن در حین ضربه زدن، ضربه‌زن را مختل کنند، اگر در بین ضربه‌زن و دیوار قرار داشته باشند. در این صورت، امتیاز به تیم ضربه‌زن داده می‌شود. آنها می‌توانند حرکت کنند اگر پشت ضربه‌زن باشند و این حرکت توانایی ضربه‌زن برای بازگرداندن توپ را مختل نکند.
- اگر توپ به هر قسمتی از بدن ضربه‌زن برخورد کند، توپ «خارج» محسوب می‌شود.
- اگر توپ ضربه خورده به دیوار برخورد کند، اما قبل از آن به حریف برخورد کرده باشد، بازی متوقف شده و امتیاز دوباره بازی خواهد شد.
- اگر توپ ضربه خورده قبل از برخورد به دیوار به حریف برخورد کند، ضربه‌زن امتیاز را از دست می‌دهد.
- اگر راکت ضربه‌زن در حال حرکت به حریف برخورد کند، ضربه‌زن امتیاز را از دست می‌دهد.
- اگر راکت ضربه‌زن در حال عقب کشیدن به حریف برخورد کند، امتیاز دوباره بازی خواهد شد.
- توپ تا زمانی که دو بار به زمین نیافتد، در بازی است.
- اگر راکت در حین بازی به زمین بیفتد، آن بازیکن هر امتیاز حاصل از آن را از دست می‌دهد.
- بازیکن می‌تواند به دلیل ترس از آسیب رساندن به حریف با توپ یا راکت «امنیت» اعلام کند. هر اعلام «امنیت» بی‌مورد به عنوان جریمه در نظر گرفته می‌شود.
- اگر توپ بشکند، بازی متوقف شده و امتیاز دوباره بازی خواهد شد. اگر توپ به شی خارجی برخورد کند یا شی خارجی وارد زمین شود، بازی دوباره شروع می‌شود.

داور برای این بازی ضروری نیست و بازی می‌تواند با توافق‌های متقابل یا سازش میان بازیکنان برگزار شود.

## قوانین اضافی برای بازی‌های انفرادی
سرویس‌زن می‌تواند از هر نقطه‌ای درون جعبه سرویس سرویس بزند و باید به ناحیه اصلی زمین که معادل «ناحیه سرویس» در سمت مقابل زمین است، سرویس بزند. اگر توپ در هر نقطه‌ای خارج از این ناحیه به زمین بزند، «خارج» محسوب می‌شود. اگر از وسط سرویس زده شود، سرویس‌زن باید اعلام کند که توپ به کدام سمت زمین سرویس زده شده است. سرویس به ناحیه فرعی باید اعلام شود، در غیر این صورت خطا محسوب می‌شود.